# Henrique Zaga
Henrique Chagas Moniz de Aragão Gonzaga (Brasília, 30 de abril de 1993), creditado como Henrique Zaga ou Henry Zaga, é um ator e modelo brasileiro, conhecido principalmente por seus papéis nas séries Teen Wolf e 13 Reasons Why, bem como pelo papel de Mancha Solar no filme The New Mutants.

## Biografia
Henrique nasceu na cidade de Brasília no Brasil, filho de Sônia Gontijo e Admar Gonzaga, que foi ministro do Tribunal Superior Eleitoral. O seu pai é descendente de italianos e portugueses, enquanto a sua mãe é de origem espanhola e indígena.
Ele viveu em Bournemouth no Reino Unido, na cidade do Rio de Janeiro, a cidade de Florianópolis, a cidade de Boca Raton e a cidade de Miami. Depois de se formar no ensino médio, mudou-se para a cidade de Los Angeles nos Estados Unidos para obter um diploma de Bacharel em Atuação para Cinema. Ele foi descoberto em seu primeiro ano de faculdade, e teve que sair para trabalhar em seu primeiro longa-metragem.

## Carreira
Em 2015, Henrique Zaga ganhou reconhecimento no início de sua carreira como ator, quando ele foi lançado com a quimera de lobisomem-enguia "Josh Diaz" durante a quinta temporada da série de televisão "Teen Wolf", exibida pela MTV nos Estados Unidos.
Depois, estrelou em séries originais da Netflix, tais como o filme de drama "XOXO" e a série de sucesso chamada "13 Reasons Why".
Em abril de 2017, entrou no elenco de super-heróis da Marvel como Roberto da Costa / Sunspot na 20th Century Fox e em um spin-off da franquia X-Men chamado Os Novos Mutantes, lançado em 2020, onde atuou ao lado de nomes como: Anya Taylor-Joy (do qual tem uma cena de beijo), Maisie Williams, Blu Hunt e Alice Braga.

## Filmografia

### Filme
| Ano  | Título             | Papel                           | Notas                               |
| ---- | ------------------ | ------------------------------- | ----------------------------------- |
| 2015 | The Wing           | Christopher                     | Curta-metragem                      |
| 2016 | Cherry Pop         | Brendan                         |                                     |
| 2016 | XOXO               | Jordan                          | Filme original lançado pela Netflix |
| 2017 | Cardinal X         | Donnie                          |                                     |
| 2017 | The Detained       | Barrett Newman                  |                                     |
| 2020 | The New Mutants    | Roberto da Costa / Mancha solar | Elenco principal                    |
| 2022 | Depois do Universo | Gabriel                         | Netflix                             |
| 2024 | Queer              | Winston Moor                    | [ 7 ]                               |

### Séries
| Ano       | Título                 | Função       | Notas                                           |
| --------- | ---------------------- | ------------ | ----------------------------------------------- |
| 2015      | The Mysteries of Laura | Theo Barnett | Episódio 18: "The Mystery of the Sunken Sailor" |
| 2015-2016 | Teen Wolf              | Josh Diaz    | Papel recorrente; 9 episódios; 5 temporada      |
| 2017      | 13 Reasons Why         | Brad         | Papel recorrente; 4 episódios                   |
| 2019      | Trinkets               | Luka Novak   | Papel recorrente; 10 episódios                  |
| 2019      | Looking for Alaska     | Jake         | Papel recorrente                                |
| 2020      | The Stand              | Nick Andros  | [ 8 ]                                           |